# Heliothela paracentra
Heliothela paracentra is een vlinder uit de familie van de grasmotten (Crambidae), uit de onderfamilie van de Heliothelinae. De wetenschappelijke naam van deze soort is voor het eerst gepubliceerd in 1887 door Edward Meyrick.
De soort komt voor in het westen van Australië.